# 控江新村
控江新村是中華人民共和國上海市杨浦区的一個住宅區（工人新村），主要位於控江路以北的营口路与黄兴路之间。占地51.7公顷。建筑面積45万平方米。控江新村的名稱來自控江路，1952年，控江一村、二村開始修建。當時這些住宅建築都是2层砖木结构。1953年至1981年陸續修建控江三村至七村等住宅，並修建了有2至6层混合结构楼房近800幢。